# سكوت هاموند (عازف جاز)
سكوت هاموند (بالإنجليزية: Scott Hammond)‏ هو عازف جاز بريطاني، ولد في 4 يونيو 1973 في برستل في المملكة المتحدة.